# Hanvec
Hanvec (en bretó Hañveg) és un municipi francès, situat a la regió de Bretanya, al departament de Finisterre. L'any 2006 tenia 1.867 habitants. El 28 de d'octubre de 2005 el consell municipal va aprovar la carta Ya d'ar brezhoneg. A l'inici del curs 2007 el 8,1% dels alumnes del municipi eren matriculats a la primària bilingüe.

## Demografia
| 1962                                       | 1968  | 1975  | 1982  | 1990  | 1999  |
| ------------------------------------------ | ----- | ----- | ----- | ----- | ----- |
| 1.675                                      | 1.516 | 1.318 | 1.374 | 1.474 | 1.605 |
| Des de 1962: població sense dobles comptes |       |       |       |       |       |

## Administració
| Període | Identitat           | Partit |
| ------- | ------------------- | ------ |
| 2001-   | Marie-Claude Morvan |        |

## Personatges il·lustres
- Jean-Marie Le Skourr, en 1811, escriptor en bretó
- Hervé ar Menn, en 1899, músic.
- Christian Gourcuff, en 1955, entrenador de futbol.